# AOL 인스턴트 메신저

AOL 인스턴트 메신저 (AOL Instant Messenger, AIM)는 인스턴트 메시징 프로그램으로, 사유 오스카 인스턴트 메시징 프로토콜, TOC 프로토콜을 사용하여 회원들이 실시간으로 통신할 수 있게 도와준다. AOL이 1997년 5월에 출시하였다. 독립형 공식 AIM 클라이언트 소프트웨어에는 광고가 포함되어 있으며 마이크로소프트 윈도우, 맥 OS, OS X, 리눅스용으로 사용할 수 있다. AOL이 관리하는 소프트웨어 LLC는 인스턴트 메시징 시장, 특히 미국에서 큰 몫을 차지하고 있다. (2006년 기준으로 전체의 52%)